# Carduus majellensis
Carduus majellensis là một loài thực vật có hoa trong họ Cúc. Loài này được Huter, Porta & Rigo mô tả khoa học đầu tiên năm 1906.